# مدينة دبي للإنتاج
مدينة دبي للإنتاج (DPC)، المعروفة سابقًا باسم المنطقة الدولية للإنتاج الإعلامي (IMPZ)، هي منطقة حرة ومنطقة تملك حر تقدم خدماتها لشركات الإنتاج الإعلامي في دبي ، الإمارات العربية المتحدة. تنتشر على مساحة 43,000,000 قدم مربع (4,000,000 م2) على شارع الشيخ محمد بن زايد ، بالقرب من مدينة دبي الرياضية، جميرا جولف إستيت وقرية جميرا. تخطط حكومة دبي لتحويل هذه المنطقة إلى الجيل القادم من مدينة دبي للإعلام.
أعلنت مدينة دبي للإنتاج عن نمو قاعدة عملائها بنسبة 13% خلال الربع الأول من العام 2024
وتُعتبرمدينة دبي للإنتاج جزء من مجمّعات الأعمال المتخصّصة التابعة لمجموعة تيكوم، والتي تضمّ مدينة دبي للإنترنت ومدينة دبي للإعلام ومدينة دبي للاستديوهات ومجمّع دبي للمعرفة ومدينة دبي الأكاديمية العالمية وحي دبي للتصميم ومجمّع دبي للعلوم ومدينة دبي الصناعية.
تعد مدينة دبي للإنتاج مركزًا تجاريًا رائدًا يمكّن صناعات النشر والطباعة والتغليف العالمية والمحلية من التفوق.
تعد مدينة دبي للإنتاج، التي تعتبر موطنًا لخبراء الأعمال المؤهلين من جميع أنحاء العالم، مجتمعًا شاملاً يقدم الأعمال التجارية والتجزئة ونمط الحياة السكنية.
تضم مدينة دبي للإنتاج مئات الشركات وآلاف الكوادر والكفاءات حيث تجذب المستثمريننتيجة تقديمها المنتجات والخدمات التي تضمن أعلى مستويات الكفاءة التشغيلية 
تم إطلاقها في عام 2003 كأول مجتمع متخصص يهدف إلى تعزيز تطوير صناعة الإنتاج في المنطقة.
تستفيد المدينة من امتيازات وأنظمة المنطقة الحرة التي تسهل سهولة الأعمال والعمليات، ومجتمع فريد وحيوي يدعم ويعزز نمو الإنتاج الإعلامي.
في عام 2017 قامت دبي القابضة بإطلاق مركز "in5 " للإبداع والابتكار في مدينة دبي للإنتاج بهدف استقطاب رواد الأعمال والشركات الناشئة في القطاع الإعلامي.

## روابط خارجية
- الموقع الرسمي